# Sprungschalter
Ein Sprungschalter oder Schnappschalter ist ein elektrischer Schalter, dessen Kraft-Weg-Charakteristik eine ausgeprägte Hysterese zeigt. Die Haptik ist dabei ähnlich wie bei dem Kinderspielzeug Knackfrosch. Zu Beginn der Entwicklung von elektrischen Schaltern wurden diese Schalter auch als Momentschalter bezeichnet.

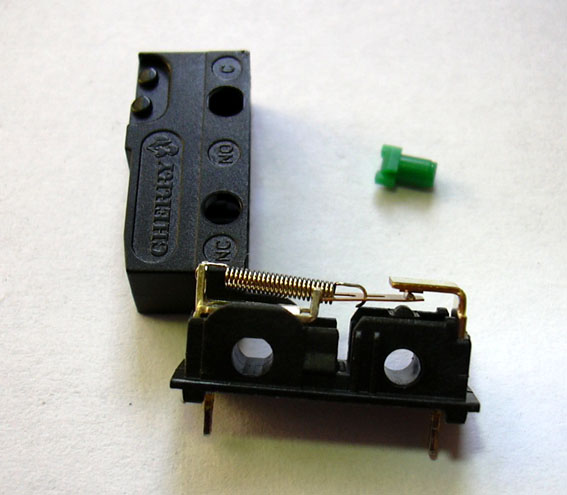
Zerlegter Mikroschalter mit Sprungsystem

## Kraft-Weg-Kennlinie

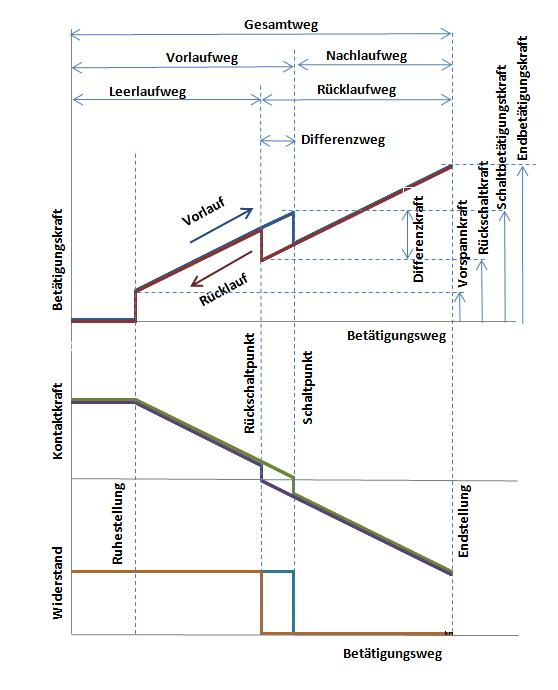
Kraft-Weg-Kennlinie und Schaltfunktion eines Schnappschalters Typ Wechsler mit den Begriffsdefinitionen

Zu Beginn der Betätigung steigt die notwendige Kraft mehr oder weniger stark an. Bei Erreichen des Schaltpunkts schnappt das mechanische System im Inneren des Schalters schlagartig in die andere Schaltstellung, und die Betätigungskraft fällt entsprechend ab. Im anschließenden Überhub oder Durchdruck oder Nachlaufweg steigt die Betätigungskraft normalerweise wieder an, da der typische Sprungschalter eine Rückstellfeder enthält, die bei Wegnahme der Belastung den Schalter wieder in die Ausgangsstellung bringt. Bei der Rückstellung erfolgt ein genauso schlagartiges Umschnappen, wobei der Rückschaltpunkt auf der Wegkoordinate vor dem „Hin“-Schaltpunkt liegt (Rückschalten erfolgt nach Überstreichen des „Hin“-Schaltpunkts)!

## Verwendung
Durch die hysteretische Charakteristik eignet sich der Sprungschalter gut zur Verwendung in Zwei-Punkt-Regelkreisen (wie z. B. Temperaturschalter): Nach jedem Umschalten ist die neue Schaltstellung relativ stabil, die Betätigungskraft muss erst eine deutliche Änderung erfahren, damit die Mechanik in die andere Schaltstellung schnappen kann.
In jeder Position der Betätigers kann eine ausreichende Mindest-Kontaktkraft gewährleistet werden.

## Bauformen
Bekannteste und am weitesten verbreitete Bauform ist der schnappende Mikroschalter, der als Massenware produziert wird und als Standardelement in vielen Konstruktionen zum Einsatz kommt. Beispielsweise im Mikrowellenofen, um den Zustand der Türe zu erkennen (offen/geschlossen), oder in digitalen Computerjoysticks wie dem Competition Pro.